# Surányi Miklós
Surányi Miklós (Felsőmindszent, 1882. február 16. – Budapest, 1936. június 23.) magyar újságíró, író.

## Élete és munkássága
Surányi Miklós 1882. február 16-án született a Baranya vármegyében lévő Felsőmindszenten, mai nevén Mindszentgodisán. Gazdatiszti családból származott, a pécsi cisztercita gimnáziumban tanult; egy évvel előbb érettségizett, mint az ugyanoda járó Babits Mihály. Pécsen jogi tanulmányokat folytatott, majd sikerült feljutnia Budapestre és 1903-ban a Magyarország című lap parlamenti tudósítója lett. 1908-ban Máramarosszigetre került, ahol a főispán kinevezte vármegyei allevéltárosnak. Egy évvel később a Máramaros című lap szerkesztésével bízták meg, később kinevezték vármegyei főlevéltárnokká. Hivatala mellett egy ideig a főispán titkáraként is dolgozott.
Első regényével a világháború idején keltett figyelmet, 1917-ben a Petőfi Társaság tagja lett. 1918-ban nyugdíjazását kérte és a fővárosba költözött, ettől kezdve elsősorban az irodalomnak szentelte erejét. 1922-ben a Kisfaludy Társaság tagjává választotta. 1924-től a Nemzeti Újság munkatársa volt, majd évekig szerkesztette a Budapesti Hírlapot, később teljesen visszavonult az újságírástól.
Surányi Miklós regényei nagyobb részt történelmi tárgyúak. Első regénye, A trianoni páva 1916-ban először A Hét című lapban jelent meg. Az utolsó Árpádok korában játszódó A szent hegy című regényt (1917) az 1919. évi akadémiai Péczely-díjat odaítélő bizottság a legjobb elbeszélő munkaként értékelte, de a korabeli erkölcsi érzéket állítólag sértő erotikuma miatt jutalmat mégsem javasolt számára. Az erotika mint erkölcstelenség vádja másoktól is elhangzott, a Kantate című regényről például Heinrich Gusztávtól: „A szerző nagyon hajlik a pornografiához, noha hangsúlyozandónak tartom, hogy piszkos érzéki helyzetek rajzolásába nem téved...”
„Mindig hideg tárgyilagossággal, éles megfigyelő erővel, művészi célkitűzésekkel iparkodott dolgozni, személyei sorsán nem siránkozott, sokrétű történeteit a lelki mozgalmak gazdag részletezésével mondta el.” – írta az íróról Pintér Jenő, de ő is úgy látta, hogy „Surányi Miklós a romlott szerelmi élet nyomozója volt, idegingerlő könyvek szerzője, pesszimista dekadens. Az erotikum vörös fonalként húzódott végig regényírásán, még stílusa is a részegítő mámor páráját lehelte.” Az író A nápolyi asszony című regényével aratta legnagyobb sikerét, néhány év alatt ötször adták ki. A legnagyobb felháborodást Egyedül vagyunk című életírása keltette, melyben a szerző részletesen tárgyalta Széchenyi István szerelmét sógornője, Karolina iránt. Művét mint kegyeletet és a nemzeti érzést sértő alkotást sokan, sok helyen elítélték. Az elmúlt évtizedekben viszont ez a regénye lett az egyik legismertebb, így talán az egyik legmaradandóbb műve: a Szépirodalmi Kiadó nagy példányszámban adta ki 1982-ben, de még 2021-ben is megjelent újra. A Magyar Elektronikus Könyvtárban pedig többféle módon is elérhető, akár online is olvasható.
Az Aranybástya című színdarabban (1934) a szerző a zsidókérdést vetette föl óvatosan, állást nem foglalva; a történetet zsidók és keresztények erényeinek és bűneinek egyidejű számbavételével enyhítette. Nagy bátorság volt abban az időben, hogy egy magyar író hozzá mert nyúlni ehhez a kérdéshez anélkül, hogy rövidesen kirekesztették volna az irodalmi életből.

## Főbb művei

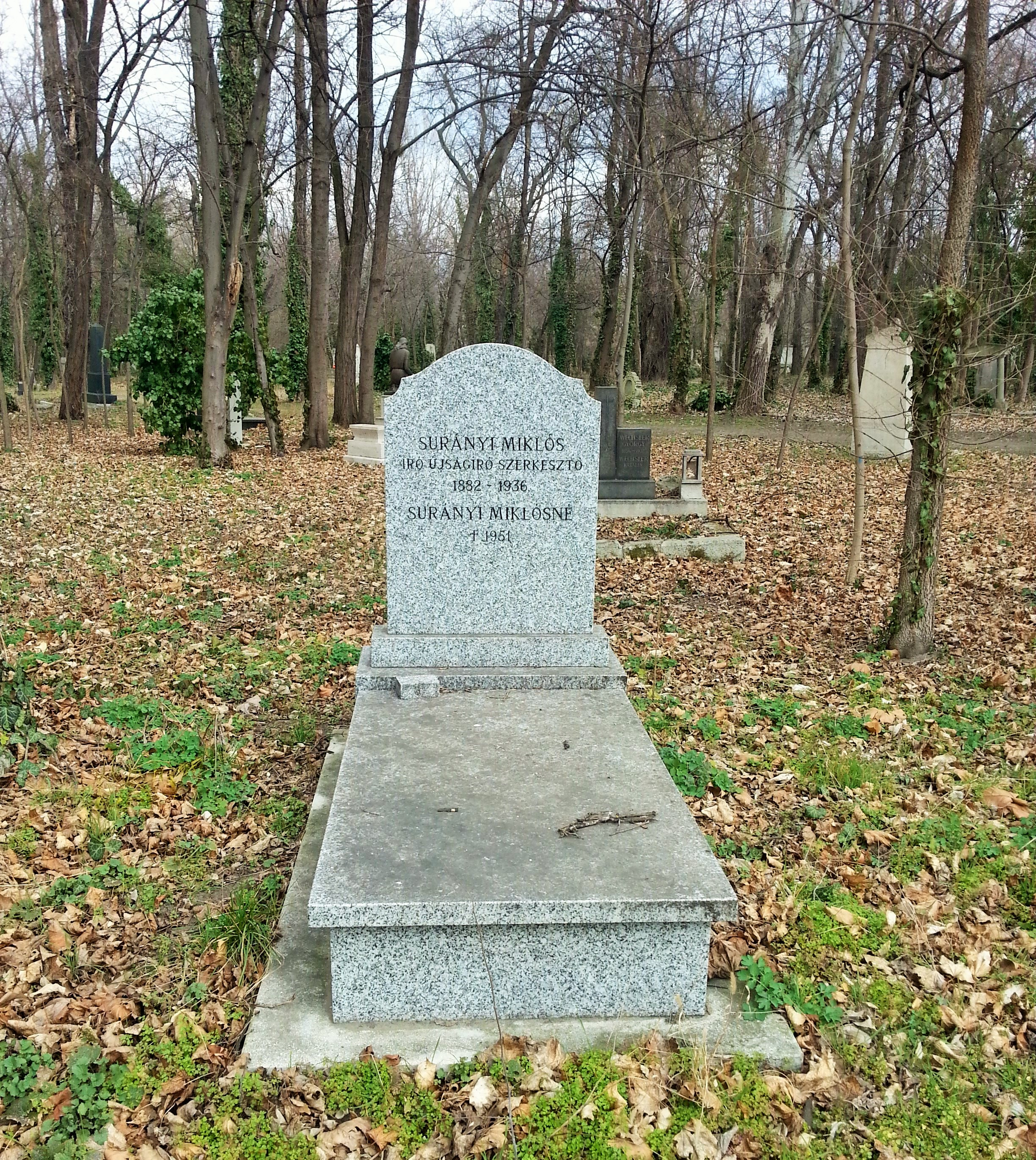
Surányi Miklós sírja a Fiumei úti Sírkertben

- A trianoni páva (regény, Budapest, 1916)
- A szent hegy (regény, 1917)
- Kantate (regény, 1918)
- Floriche (novellák, Budapest, 1918)
- Domoszlay László (regény, Budapest, 1920)
- A mester (regény, Budapest, 1921)
- A gyujtogató (1922)
- A mindenható asszony (regény, Budapest, 1923)
- Káin és Ábel (regény, Budapest, 1924)
- A nápolyi asszony (regény, Budapest, 1924; az MTA Akadémia Péczely-díjával jutalmazott mű.)
- Elíziumi mezőkön (tanulmányok, Budapest, 1924)
- A halhatatlan ember (dráma, Nemzeti Színház: 1925)
- A szörnyeteg  (regény, Budapest, 1926)
- Noé bárkája (regény, Budapest, 1928)
- Ketten (novellák, Budapest, 1928)
- Csodavárók (regény, Budapest, 1929)
- Tömeg és lángész (tanulmányok, Budapest, 1932)
- Aranybástya (színmű, Nemzeti Színház: 1934; az MTA Vojnits-érmével kitüntetett mű.)
- A nemesi címer (regény 1935)
- Egyedül vagyunk (Széchenyi István életrajzi regénye, Budapest, 1936) – csak az I. rész készült el.
- Húsvét Szent Ilonán (novellák, Budapest, 1938)
- Miért van ez így? (regény, Budapest, 1943)